# 398 a.C.
Il 398 a.C. (CCCXCVIII a.C. in numeri romani) è un anno  del IV secolo a.C.

## Eventi
- Con la morte di Amirteo finisce la XXVIII dinastia egizia. Neferites I diventa re d'Egitto e fonda la XXIX dinastia egizia.
- Dionisio il Vecchio, tiranno di Siracusa rompe il trattato di pace con Cartagine e cerca di assumere il controllo dell'intera Sicilia distruggendo Mozia; Imilcone, re di Cartagine, reagisce cingendo d'assedio Siracusa.
- Roma
  - Tribuni consolari Marco Valerio Lactucino Massimo, Lucio Valerio Potito V, Marco Furio Camillo II, Lucio Furio Medullino III, Quinto Servilio Fidenate II e Quinto Sulpicio Camerino Cornuto II

## Morti
- Amirteo, re d'Egitto